# Дрвалев (Мазовецьке воєводство)
Дрвалев (пол. Drwalew) — село в Польщі, у гміні Хинув Груєцького повіту Мазовецького воєводства.
Населення — 991 особа (2011).
У 1975-1998 роках село належало до Радомського воєводства.

## Демографія
Демографічна структура станом на 31 березня 2011 року:
|          | Загалом | Допрацездатний вік | Працездатний вік | Постпрацездатний вік |
| -------- | ------- | ------------------ | ---------------- | -------------------- |
| Чоловіки | 499     | 92                 | 357              | 50                   |
| Жінки    | 492     | 89                 | 284              | 119                  |
| Разом    | 991     | 181                | 641              | 169                  |